# Vườn ươm bướm

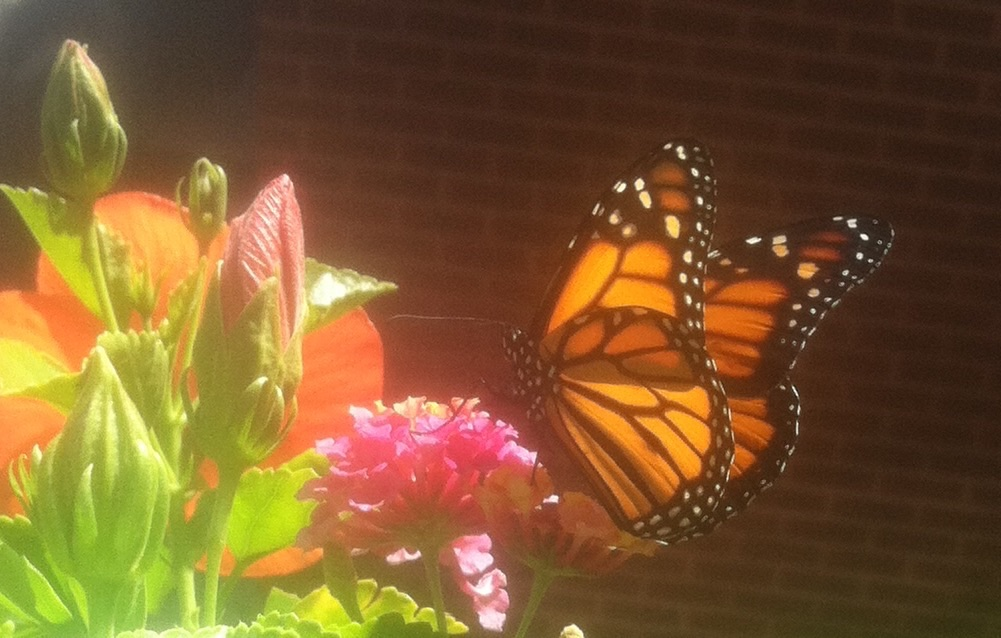
Lantana dùng để thu hút bướm chúa

Vườn ươm bướm (tiếng Anh: Butterfly gardening) được thiết kế để tạo ra một môi trường thu hút bươm bướm, cũng như một số loài bướm đêm. Vườn ươm bướm thường nhằm mục đích mời những con bướm và bướm đêm đó đẻ trứng. Bởi vì một số loài thực vật không thể nuôi được những con bướm trưởng thành, vật chủ của sâu bướm cũng nên được trồng cho một quần thể bướm lớn hơn. Bướm thường ăn mật hoa, và hàng trăm loại cây có mật ngọt như vậy có thể được trồng để thu hút chúng, tùy thuộc vào vị trí, thời gian trong năm và các yếu tố khác. Ngoài việc trồng hoa nuôi bướm, các phương thức thu hút chúng khác bao gồm xây dựng "nhà bướm", cung cấp cát cho vũng nước nhỏ, nước và các tài nguyên hoặc thực phẩm khác, bao gồm cả trái cây thối.

## Lý do làm vườn bướm

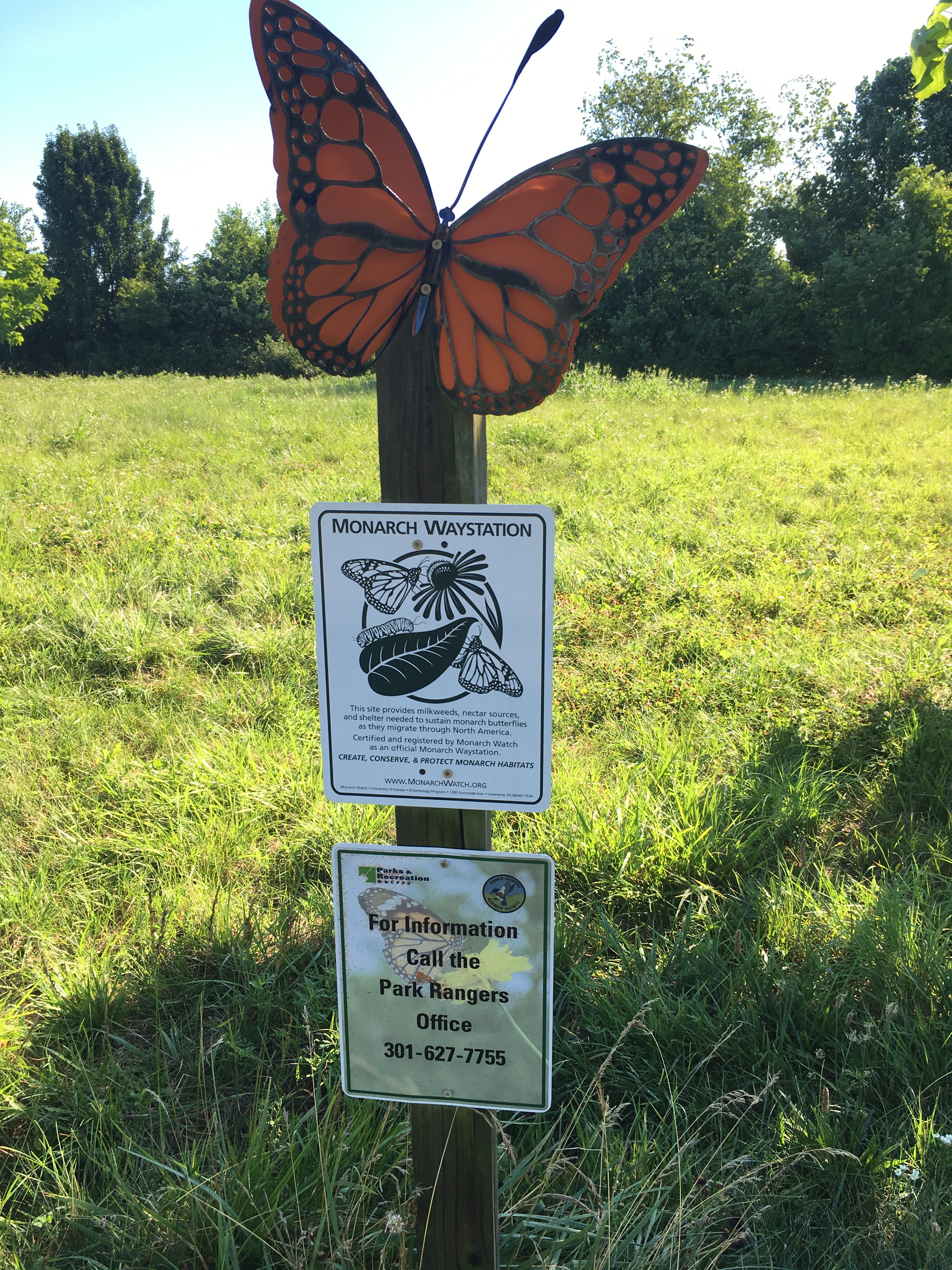
Dấu hiệu vườn bướm

Một số người chỉ thích nhìn những con bướm, trong khi những người khác cũng thích chụp ảnh. Những người khác cố gắng giúp đỡ quần thể bướm bằng cách trồng các loại cây bản địa mà loài bướm hiếm hoặc bị đe dọa ăn. Làm đúng cách, vườn ươm bướm có thể làm tăng quần thể bướm.. Nhiều loài bướm đang trở nên ít phong phú hơn do sự phá hủy và phân mảnh môi trường sống, và chúng không ăn các loại cây thường thấy trong vườn. Những người khác cũng có thể giúp trong việc đánh dấu bướm chúa, giúp các nhà khoa học theo dõi số lượng trong quần thể và các tuyến đường di cư của chúng. Bướm cũng đóng vai trò thụ phấn hoa và thu hút những con bướm cũng có thể hỗ trợ trong việc thụ phấn của cây gần đó. Thông thường, hoa của cây thu hút bướm cũng thu hút các loài côn trùng thụ phấn khác. Làm vườn bướm cũng có thể được xem như một cơ hội giáo dục cho trẻ em về tình yêu thiên nhiên và có thể là một cách tương đối an toàn để giới thiệu chúng với thế giới tự nhiên.

## Các vấn nạn
Bướm có nhiều loài săn mồi, bao gồm bọ ngựa, ong bắp cày, nhện, chim, kiến, bộ Cánh nửa và ruồi trong họ Tachinidae. Nếu những kẻ săn mồi này đang trở thành một vấn nạn, chúng ta nên kiểm soát chúng bằng những cái bẫy hơn là dùng thuốc trừ sâu, cũng có thể giết chết bướm và ấu trùng của chúng. Cũng có những bệnh ảnh hưởng đến bướm, chẳng hạn như vi khuẩn trong chi Pseudomonas, virus polyhedrosis nuclear và Ophryocystis elektroscirrha, chỉ lây nhiễm cho bướm nữ hoàng và bướm chúa.
Trong trường hợp không có thuốc trừ sâu, rệp và bọ xít thật sự có thể gây hại cho cây. Một số người làm vườn có thể muốn thả bọ rùa và các tác nhân kiểm soát dịch hại sinh học khác không gây hại cho bướm để kiểm soát rệp. Tuy nhiên, việc thả bọ rùa không phải là một ý tưởng tốt ở những nơi như Hoa Kỳ nơi các loài được phóng thích phần lớn là bị bọ rùa Trung Quốc xâm lấn. Một cách khác để chờ đợi là chờ côn trùng săn mồi địa phương tìm rệp. Một kỹ thuật mà một số người sử dụng để đẩy nhanh quá trình này nếu sự phá hoại đặc biệt cao là phun bụi cây bằng hỗn hợp đường và nước, mô phỏng rệp sáp ong. Điều này được biết là thu hút những con Neuroptera mà ấu trùng của chúng ăn rệp. Một phương pháp kiểm soát khác là phun nước cho cây, hoặc rửa cây bằng dung dịch nước rửa chén/dung dịch nhẹ (mặc dù sâu bướm phải được di chuyển trước khi áp dụng thực nghiệm). Chất tẩy rửa có mùi thơm là tốt; nhưng những chất có chứa OxiClean nên tránh. Rệp sẽ chuyển sang màu đen trong vòng một ngày và cuối cùng rơi xuống đất. Một kỹ thuật cuối cùng là trồng nhiều loại hoa khác nhau, bao gồm cả những loài thu hút ruồi nhặng và ong bắp cày ký sinh, có ấu trùng tiêu diệt các loài gây hại. Tuy nhiên, không nên giết tất cả rệp, chỉ kiểm soát chúng để chúng không gây hại cho cây trồng. Rệp vừng vẫn đóng vai trò trong môi trường bằng cách cung cấp thức ăn cho động vật ăn thịt. Thậm chí có một số sâu bướm như Feniseca tarquinius chỉ ăn một số loài rệp thay vì thực vật.
Với những vườn bướm nhỏ trong nhà, thông thường ấu trùng sẽ cạn kiệt nguồn thức ăn trước khi trở thành một con bướm. Những người làm vườn của bướm chúa có thể thay thế bông sữa đã hết hạn bằng một lát bí ngô hoặc dưa chuột, có thể dùng làm nguồn thức ăn thay thế cho sâu bướm chúa trong những ngày tiến hóa cuối cùng của ấu trùng thành bướm. Trồng nhiều cây trong khóm có thể giúp giảm khả năng hết lá.
Nỗ lực gia tăng cộng đồng bướm bằng cách thiết kế vườn ươm bướm đòi hỏi sự chú ý đặc biệt đến sở thích thức ăn và chu kỳ số lượng của loài mục tiêu, cũng như các điều kiện cần thiết để nhân giống cây thực phẩm của chúng. Ví dụ, ở khu vực Washington, D.C. và các nơi khác ở phía đông bắc Hoa Kỳ, bướm chúa thích sinh sản trên cỏ bông tai chung (Asclepias syriaca), đặc biệt là khi tán lá của nó mềm và tươi. Vì sự sinh sản của quần thể ở khu vực đó đạt cực đại vào cuối mùa hè khi hầu hết các lá Asclepias syriaca đã già và cứng, cây cần được cắt lại vào tháng 6- tháng 8 để đảm bảo rằng nó sẽ được tái sinh nhanh chóng khi sinh sản của quần thể đạt đến đỉnh điểm. Ngoài ra, hạt giống Asclepias syriaca cần một thời gian xử lý lạnh được gọi là phân tầng trước khi nó nảy mầm.

## Thực vật thu hút bướm
Nghiên cứu nên được tiến hành với những loài bướm đang phổ biến trong khu vực của bạn, với những loài thực vật mà chúng thích mật hoa nhiều hơn. Tùy thuộc vào khu vực của bạn, một số loài thực vật thu hút bướm bao gồm: hoa hình nón màu tím (Echinacea purpurea), hoa hình nón màu vàng, hoa hướng dương, cúc vạn thọ, poppies, comos, salvia, một số loại hoa loa kèn, aster, coreopsis, hoa cúc, verbenas, lantana, liastris, milkweed (đặc biệt là đối với bướm chúa, loài sâu bướm chỉ ăn loại cây này), butterfly bush (còn gọi là budleia), zinnias, pentas, porterweed và các loại khác. Tránh các giống cây có "hoa kép" (nhiều cánh hoa chặn trung tâm) vì những loài này có thể khó tiếp cận với bướm. Cũng cần thận trọng để nghiên cứu một loài, để đảm bảo nó không xâm lấn trong khu vực của bạn.

## Hoa phong phú mật hoa điển hình

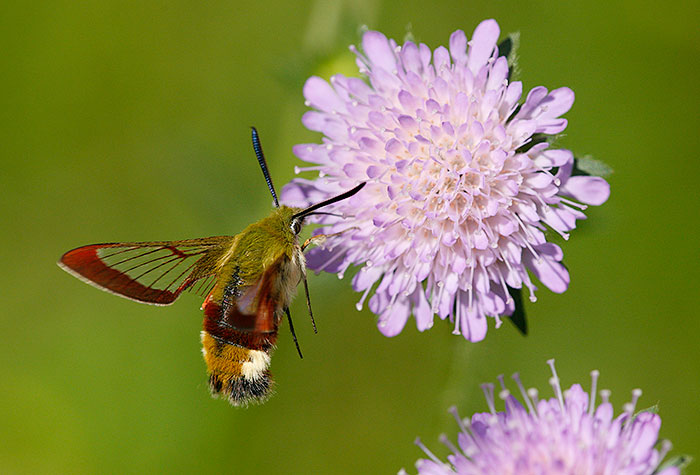
Hemaris fuciformis, Scabiosa
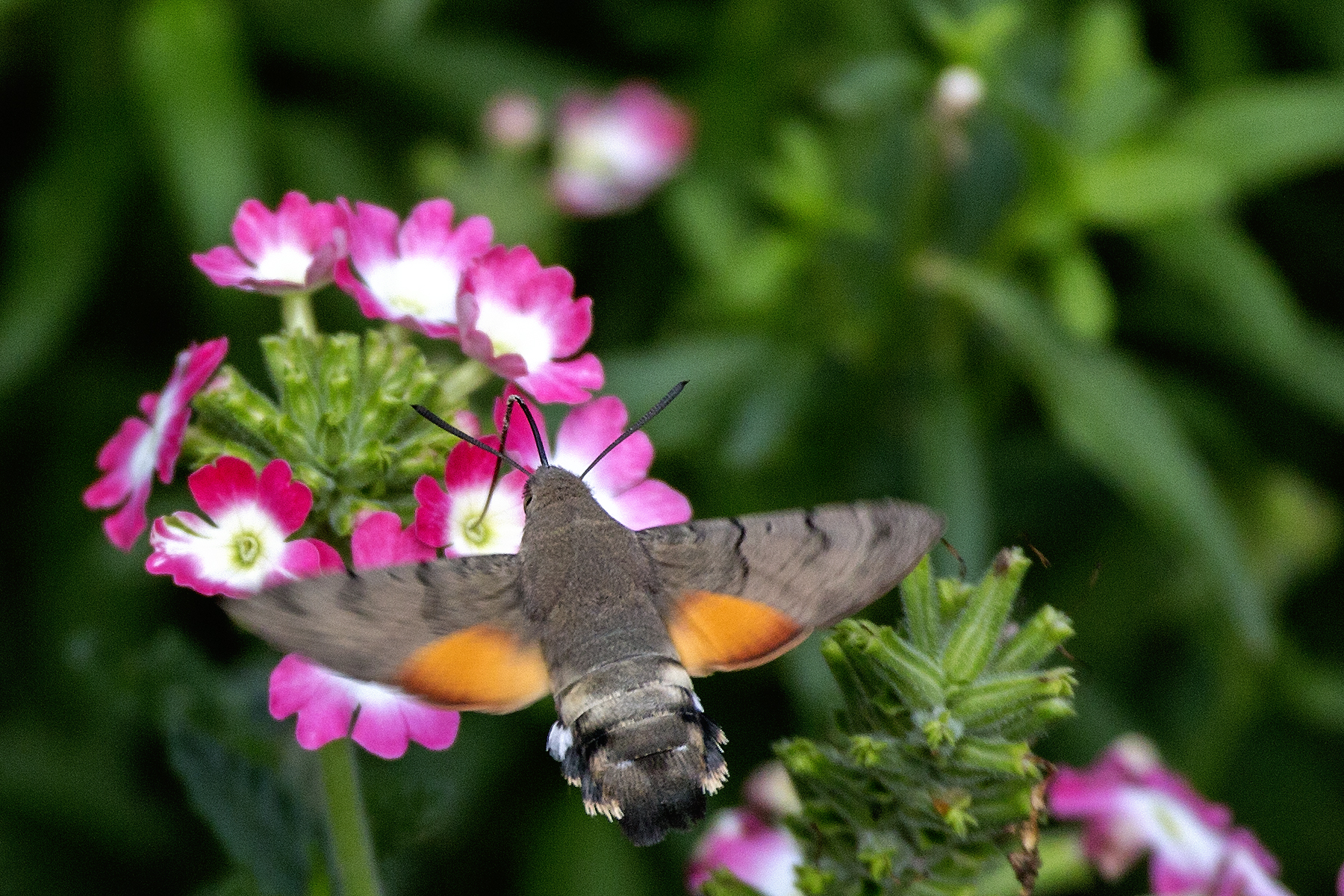
Macroglossum stellatarum, Verbena
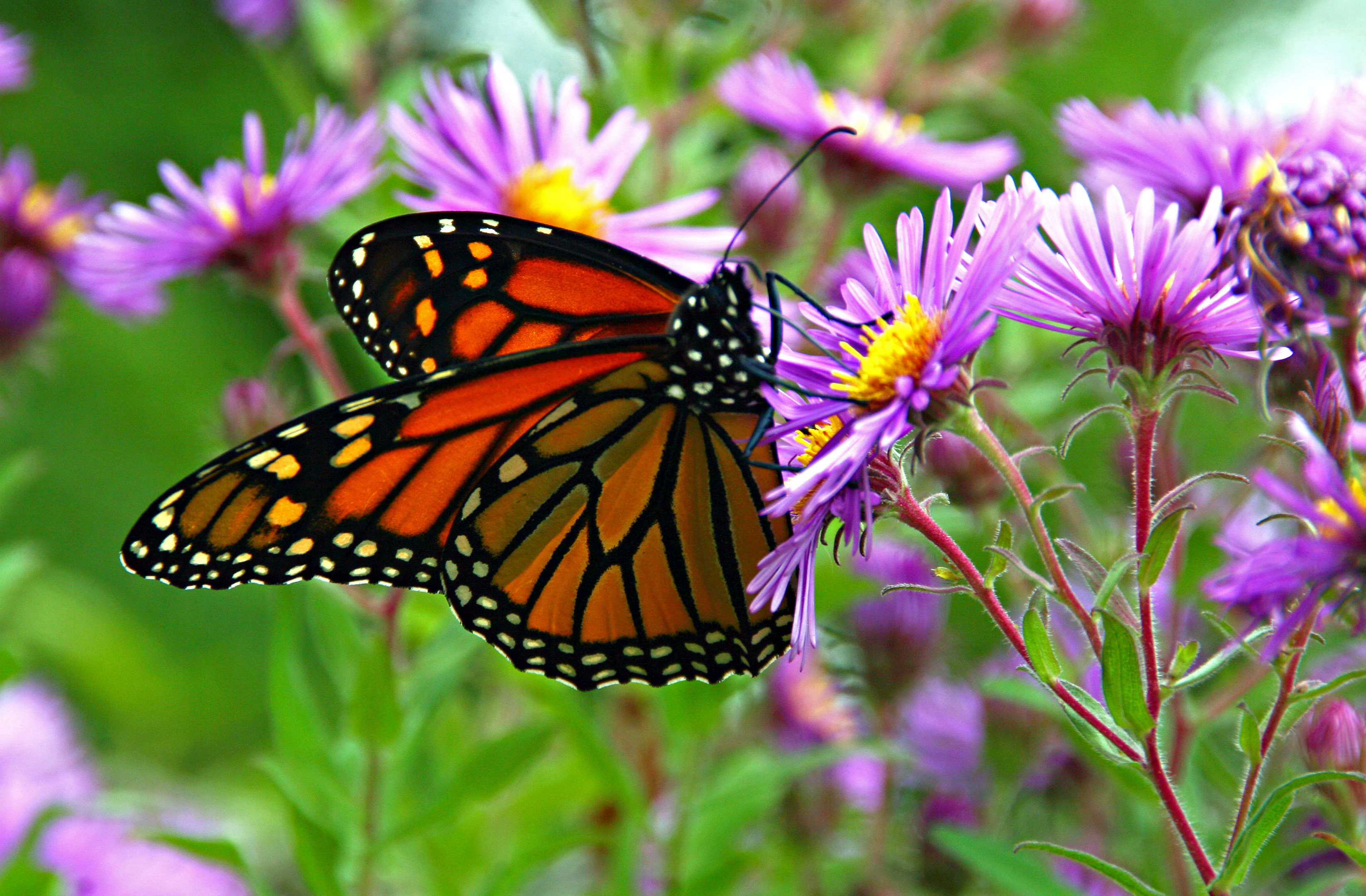
Danaus plexippus, Asterales
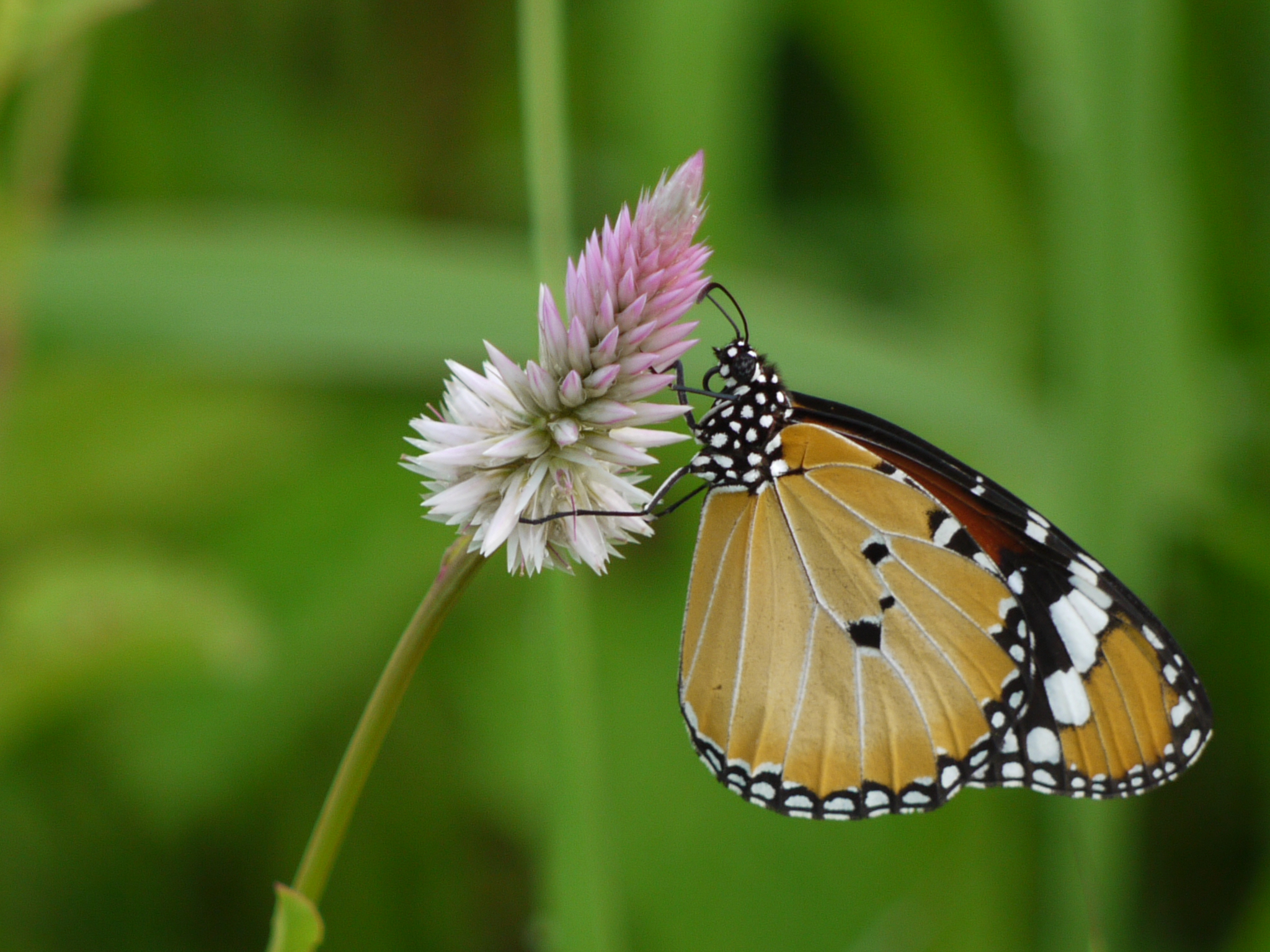
Danaus chrysippus, Celosia
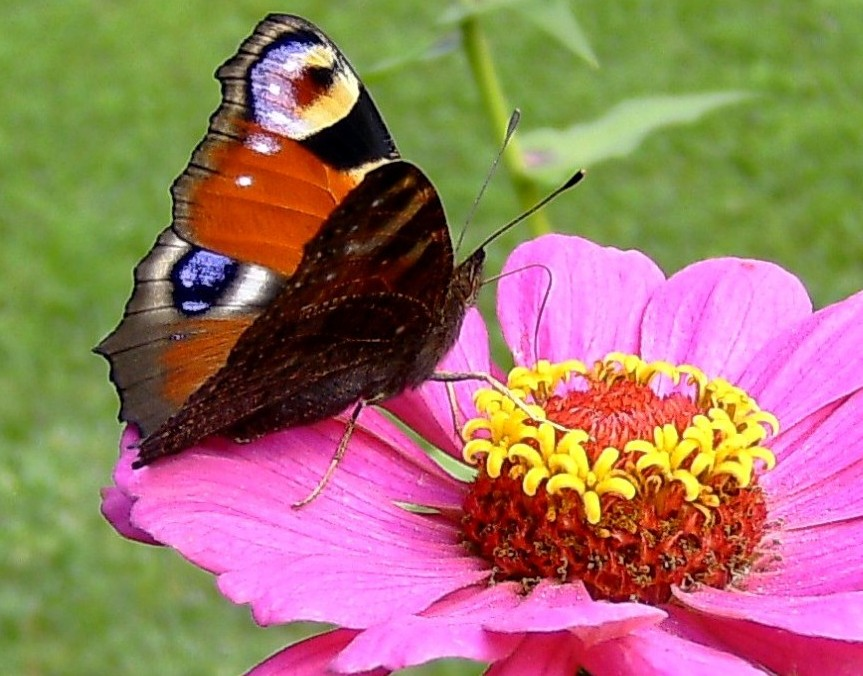
Inachis io, Zinnia
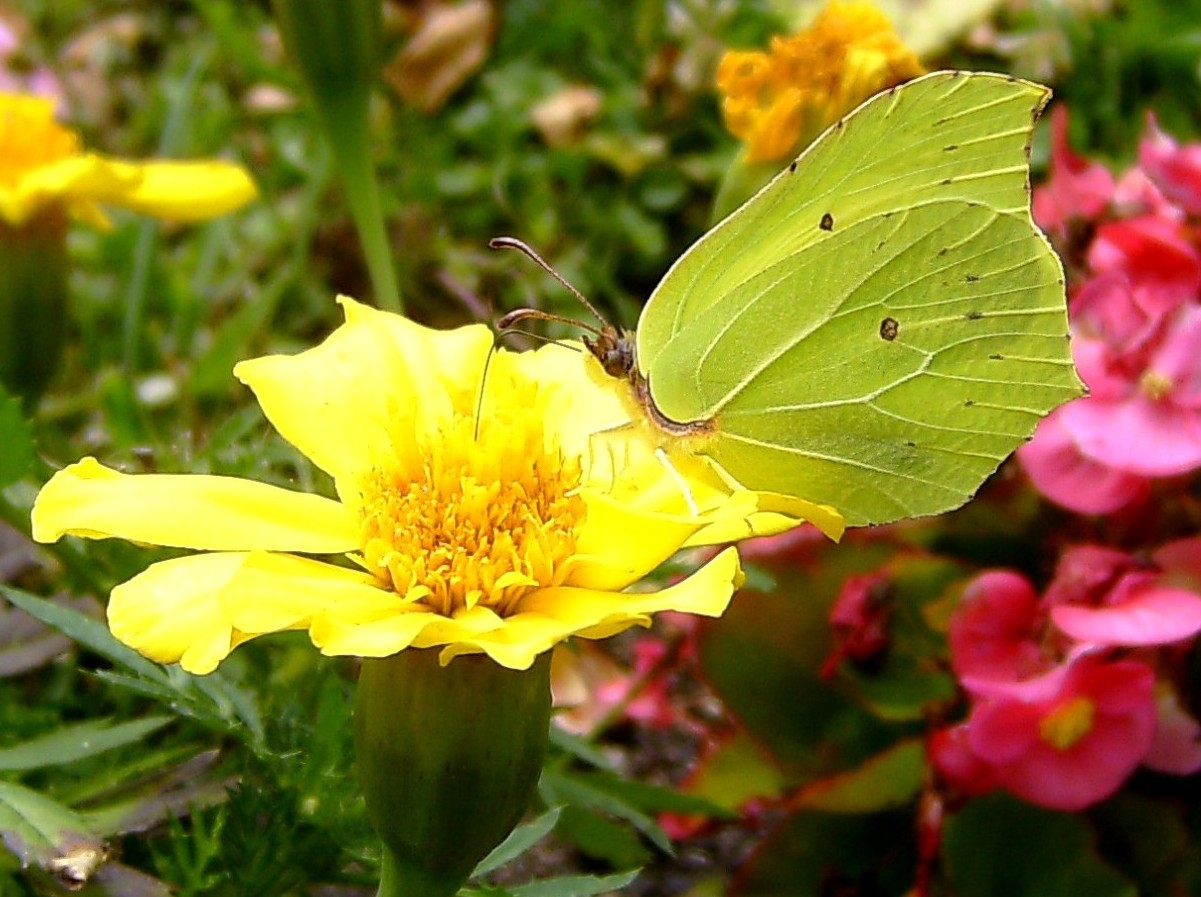
Gonepteryx rhamni, Tagetes
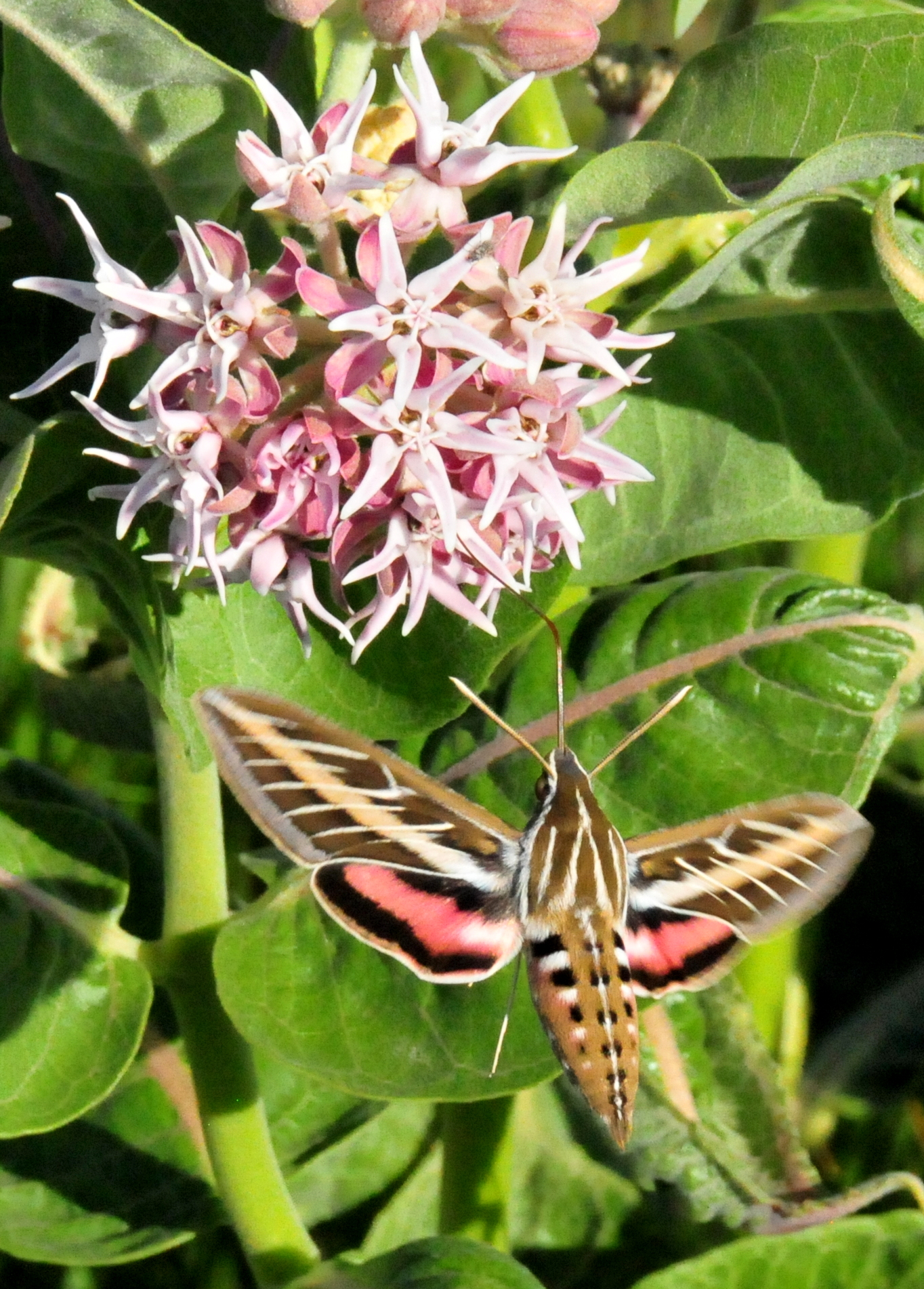
Hyles lineata, Apocynaceae
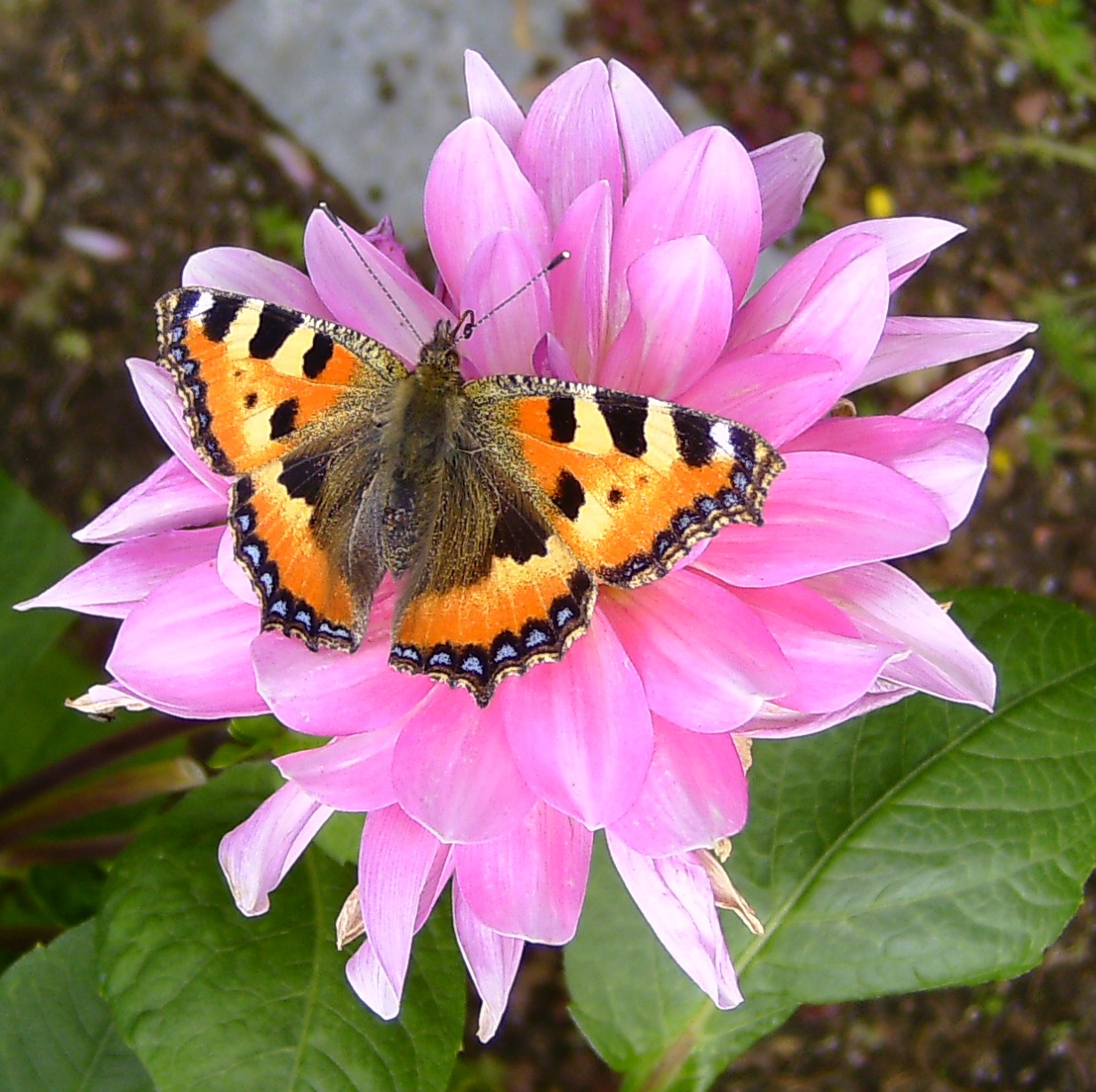
Aglais urticae, Dahlia
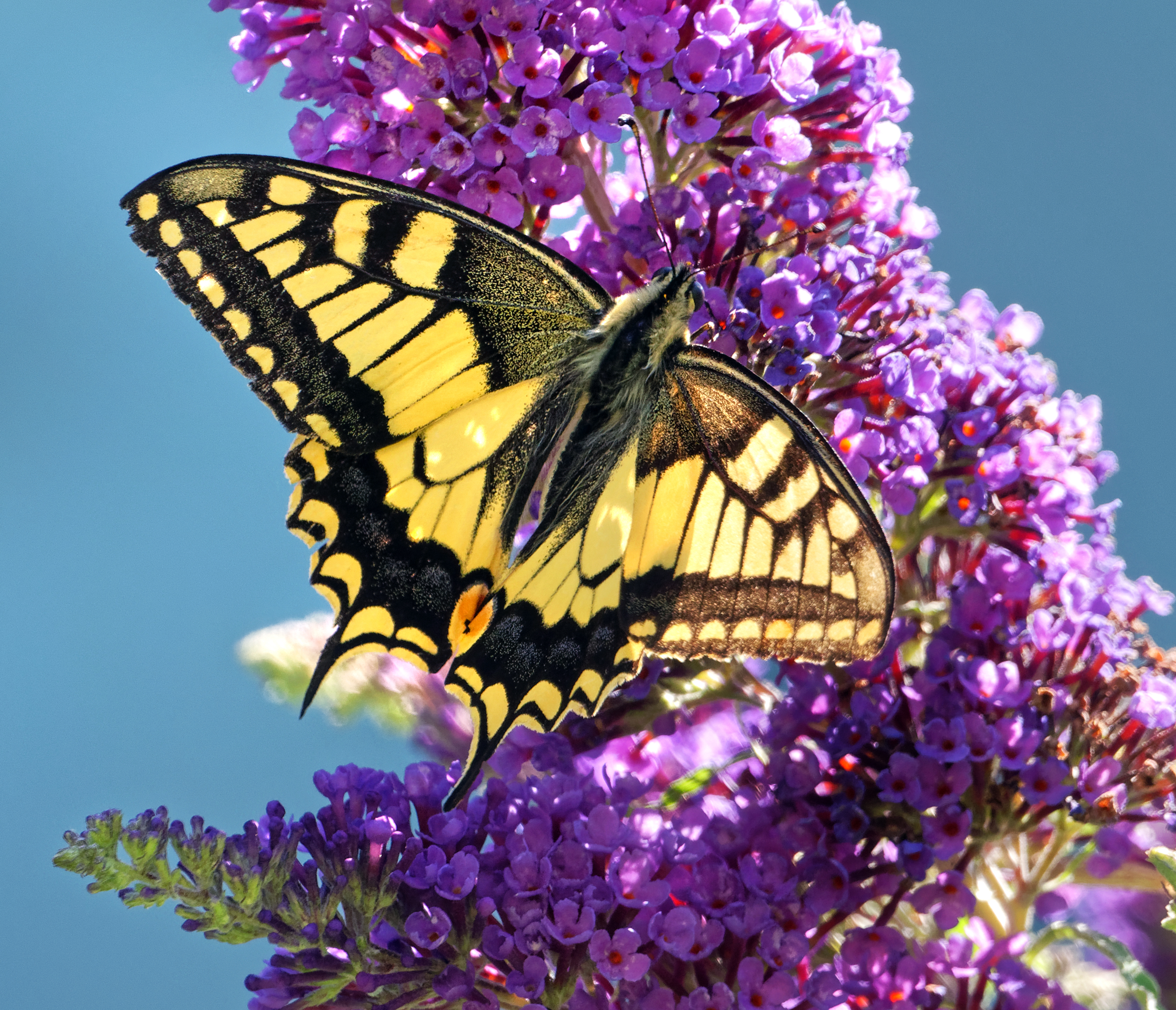
Papilio machaon, Buddleja
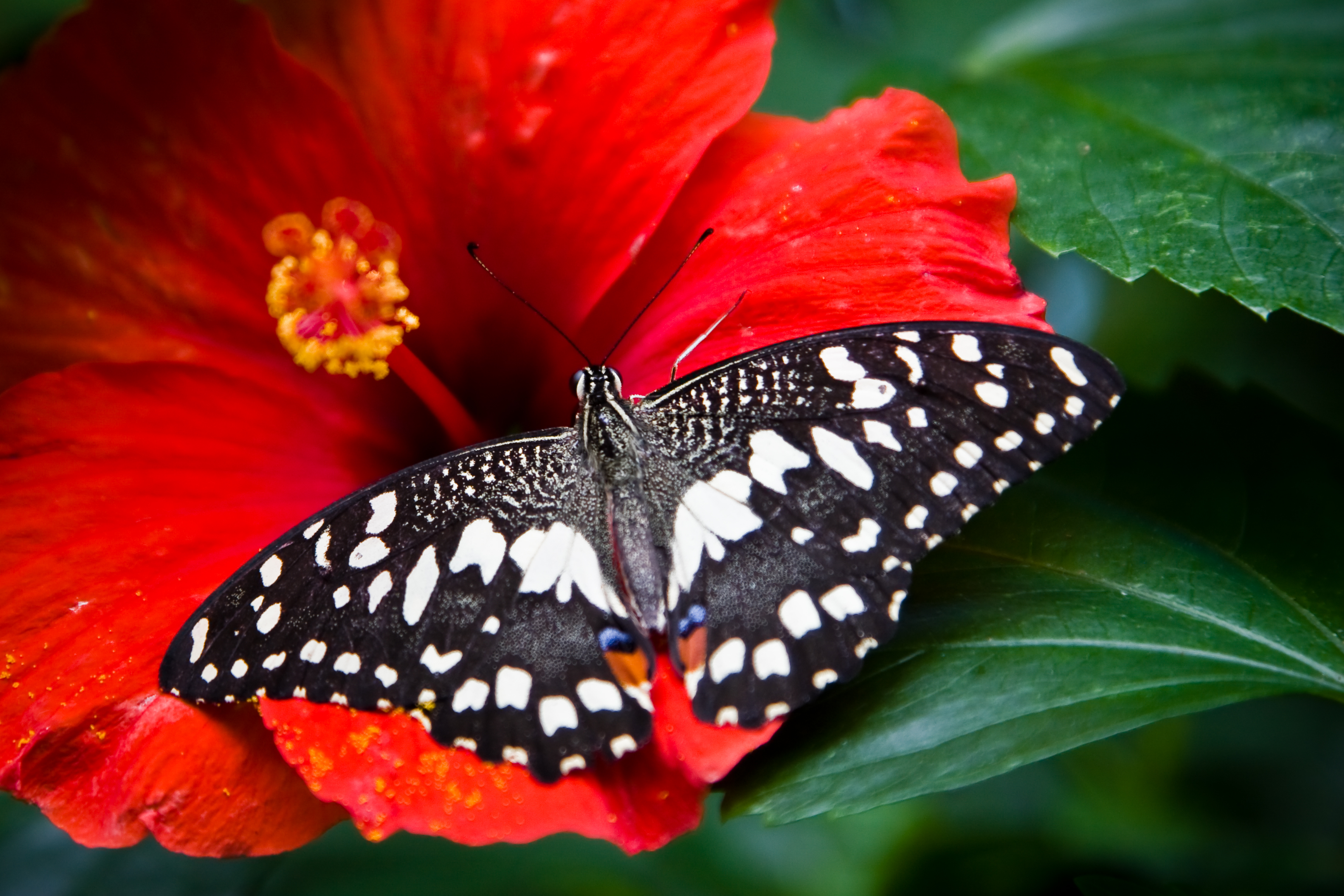
Papilio demoleus, Hibiscus
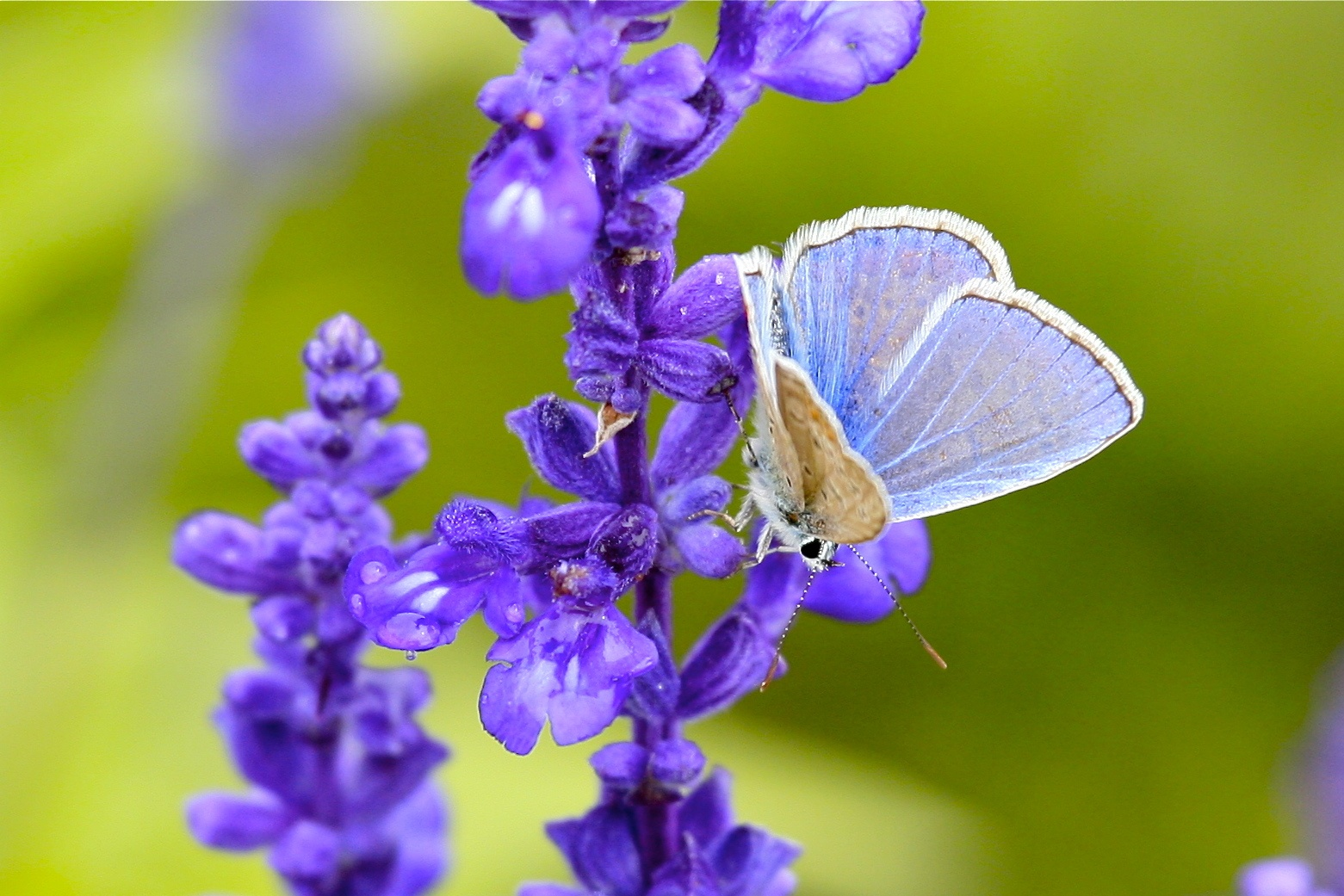
Polyommatus icarus, Lavandula
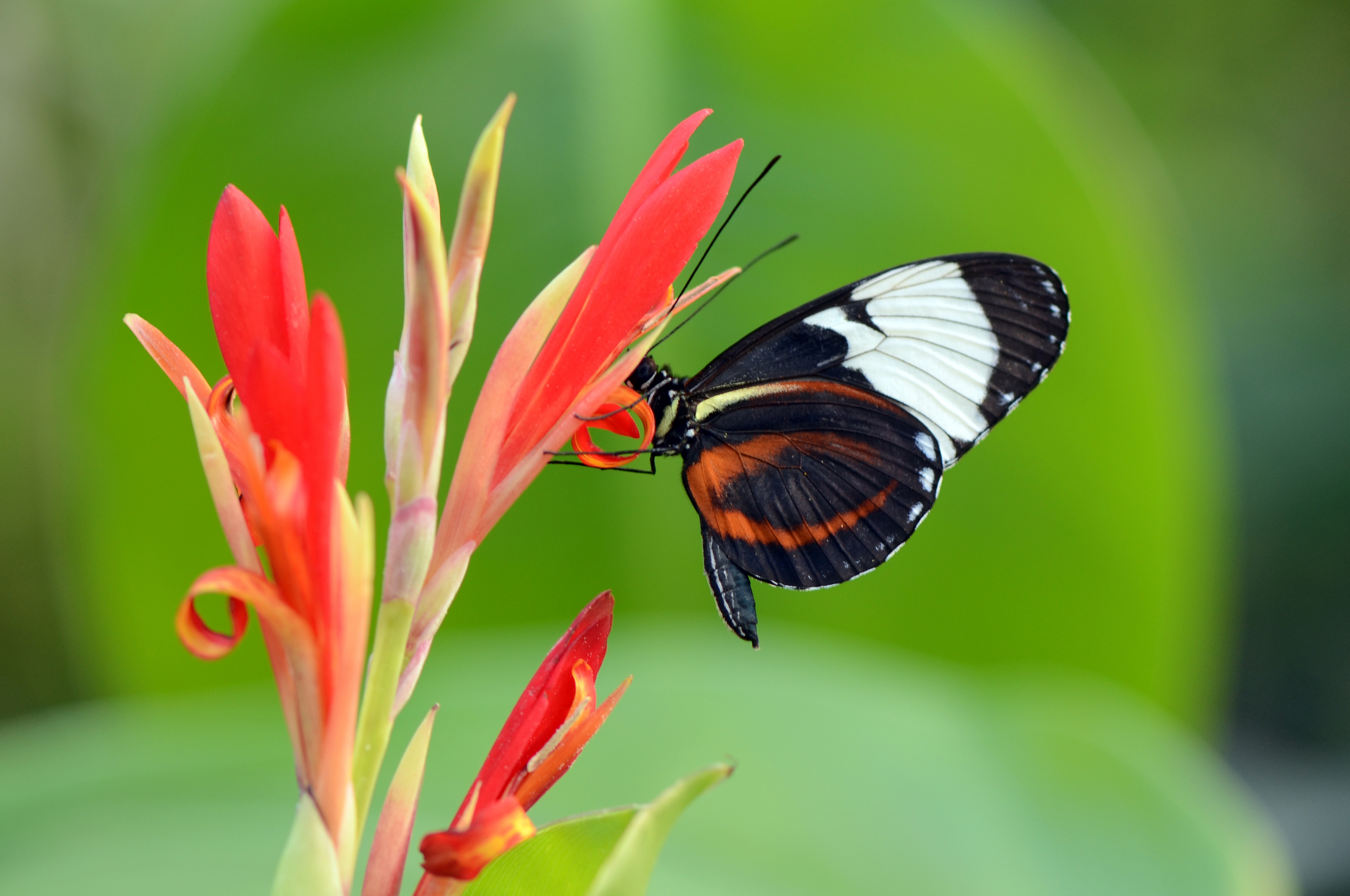
Heliconius cydno, Zingiberales
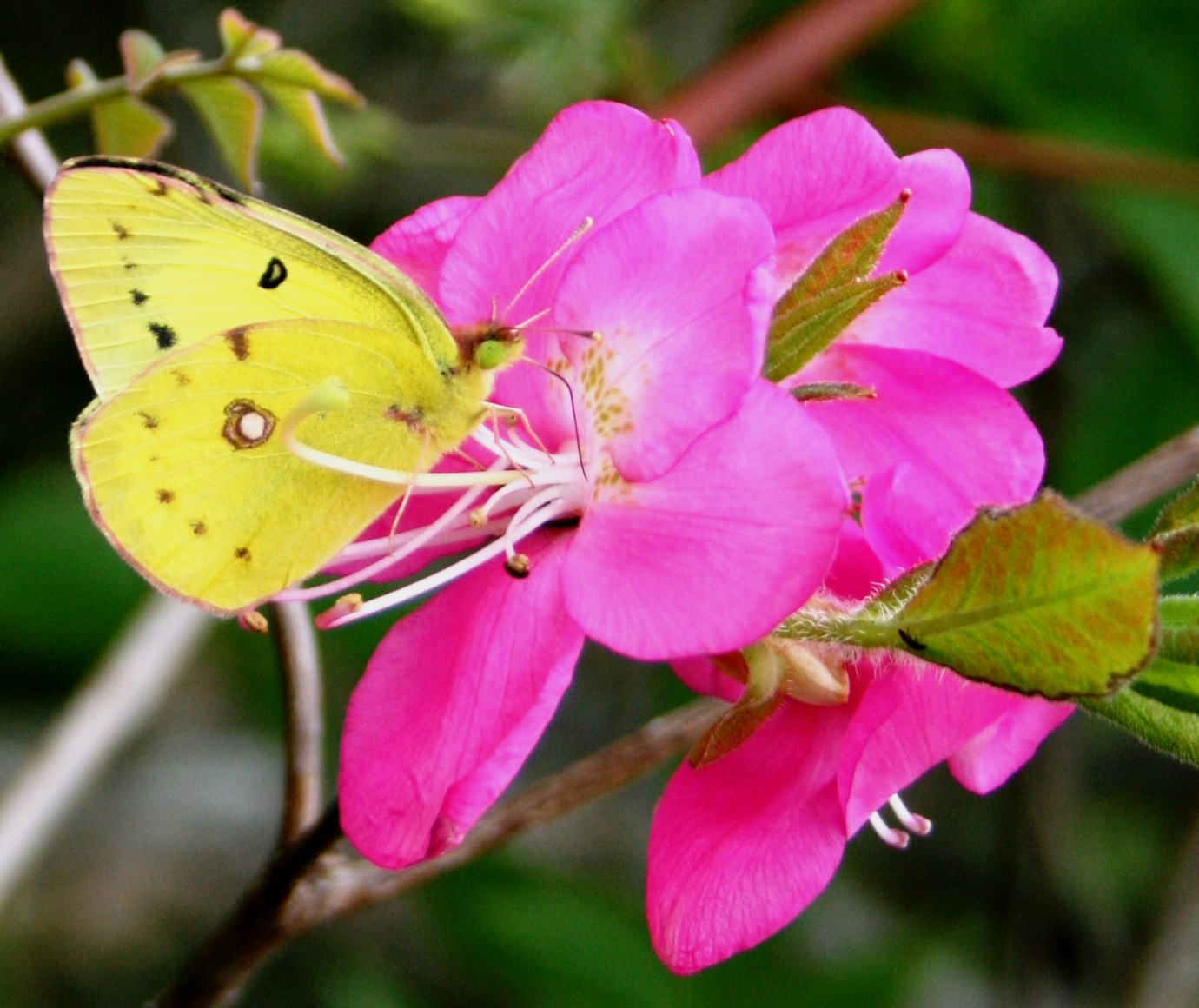
Colias erate, Rhododendron
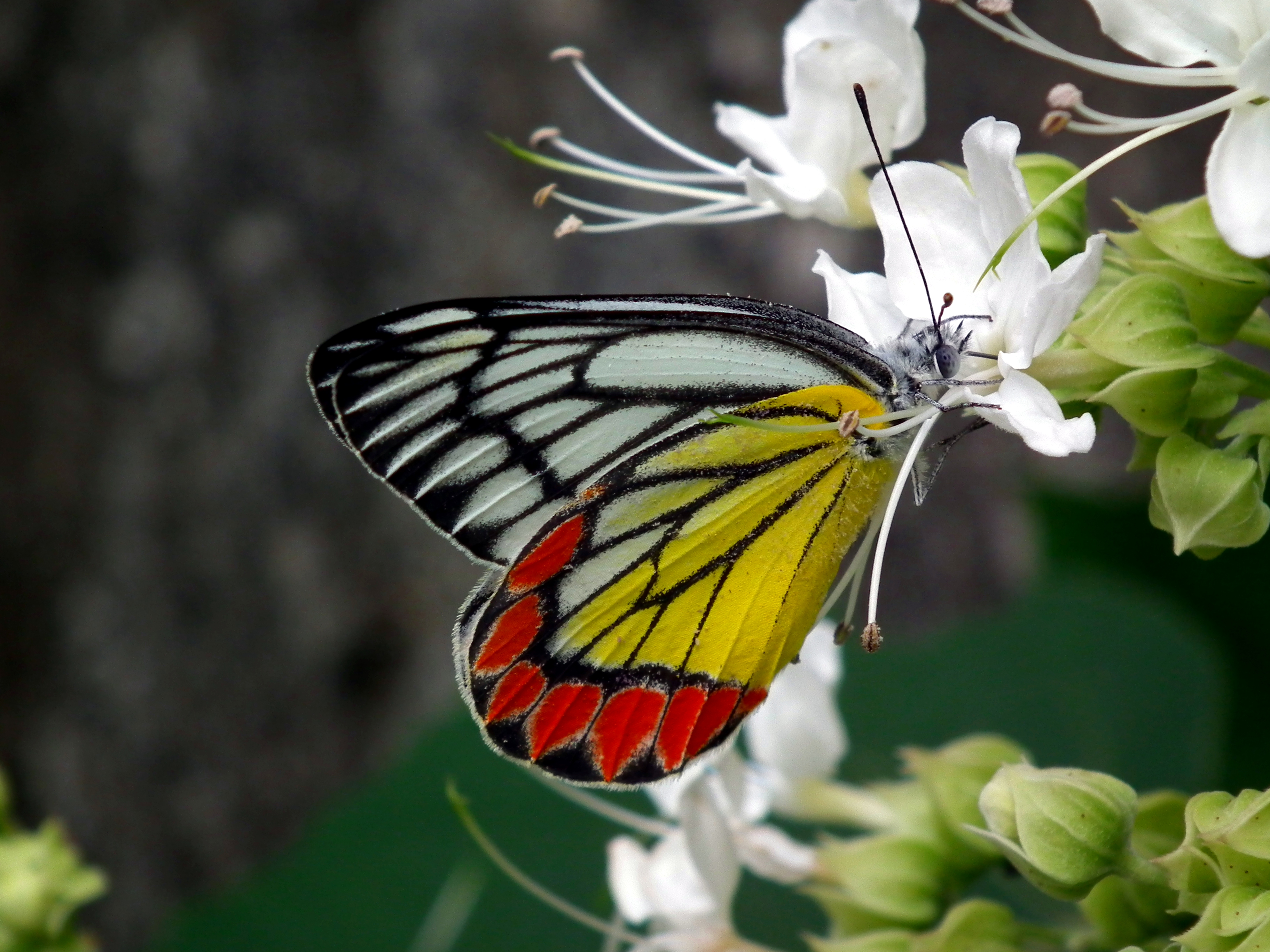
Delias eucharis, Clerodendrum
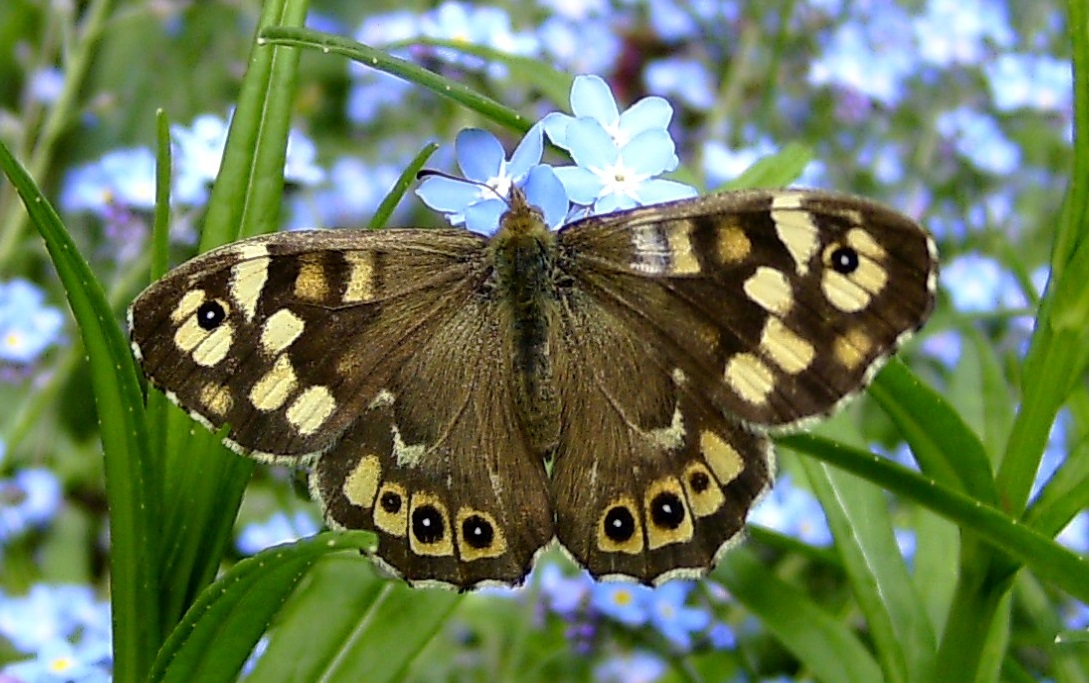
Pararge aegeria, Myosotis
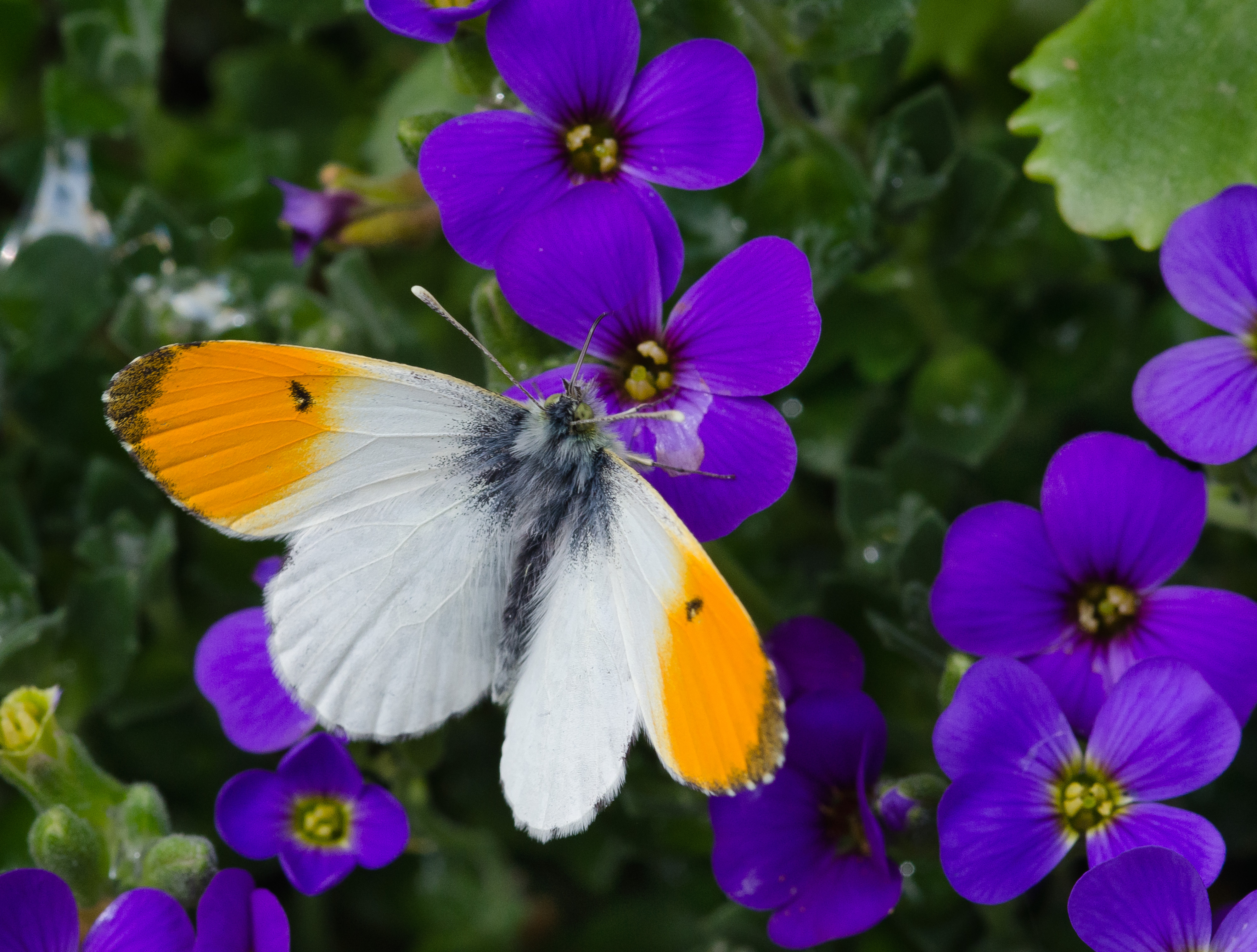
Anthocharis cardamines on Aubrieta
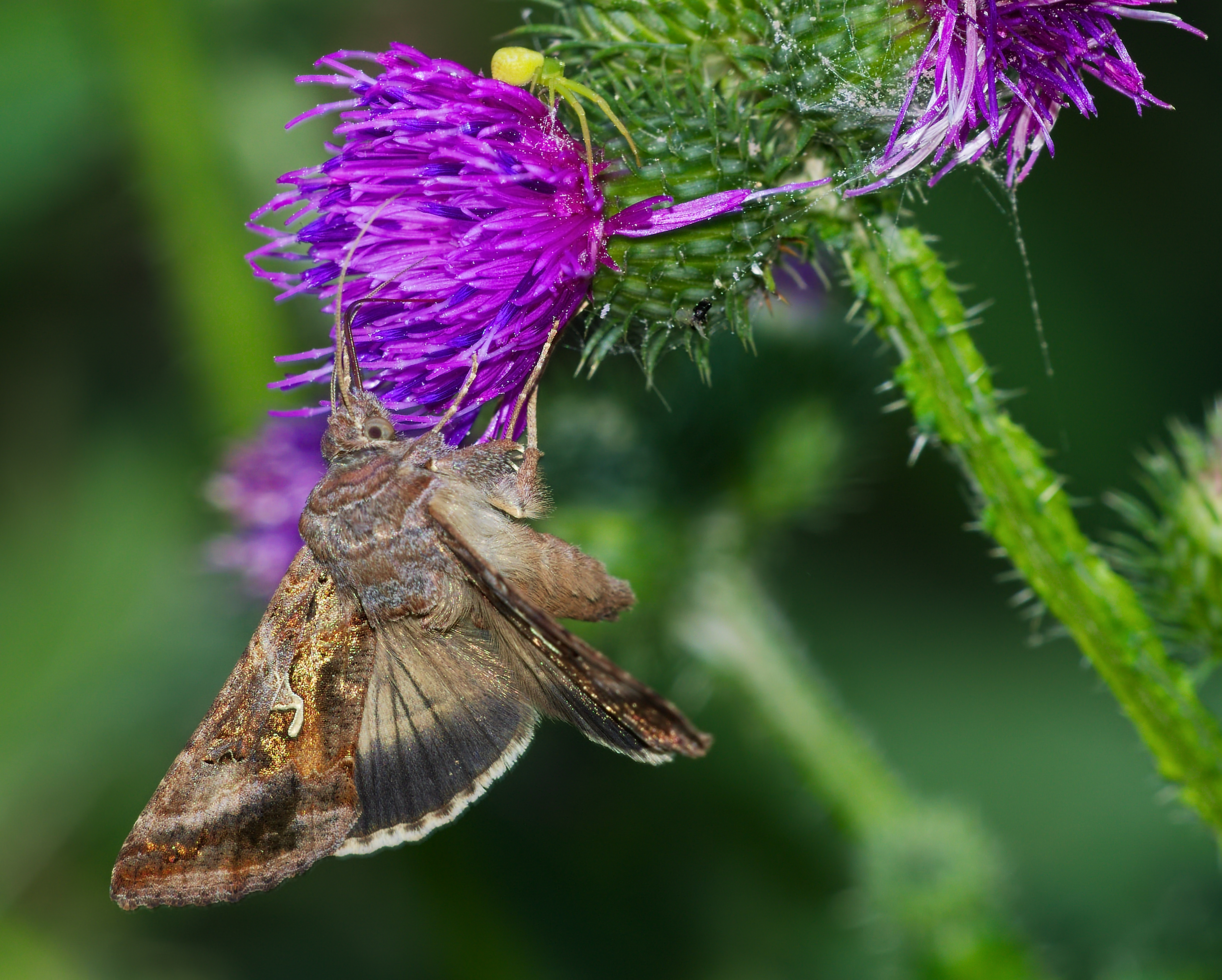
Autographa gamma, Carduoideae
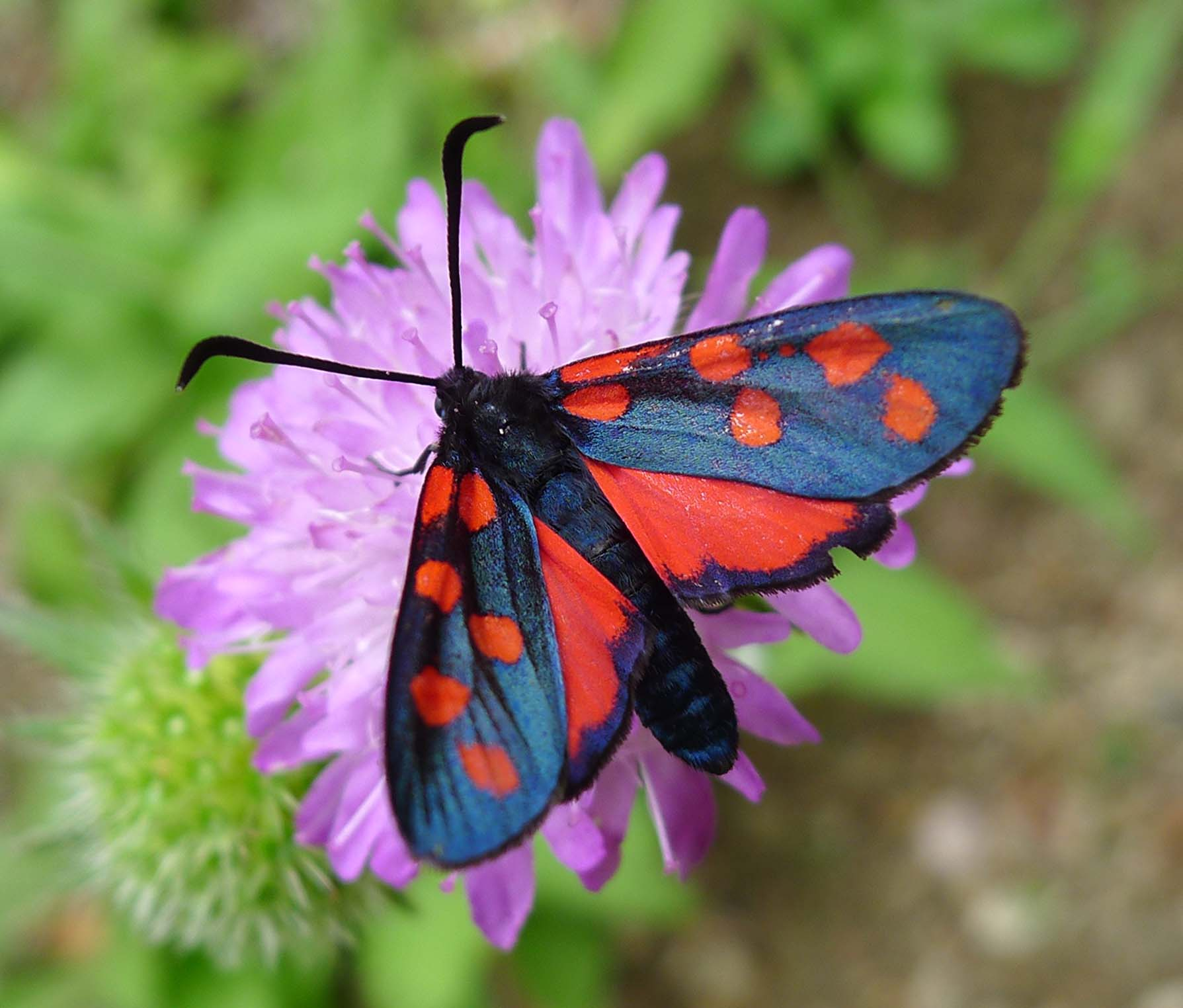
Zygaena transalpina, Knautia
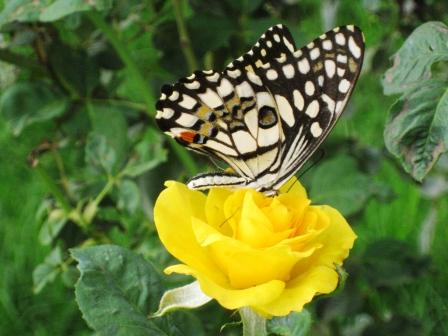
Papilio demoleus, Rose
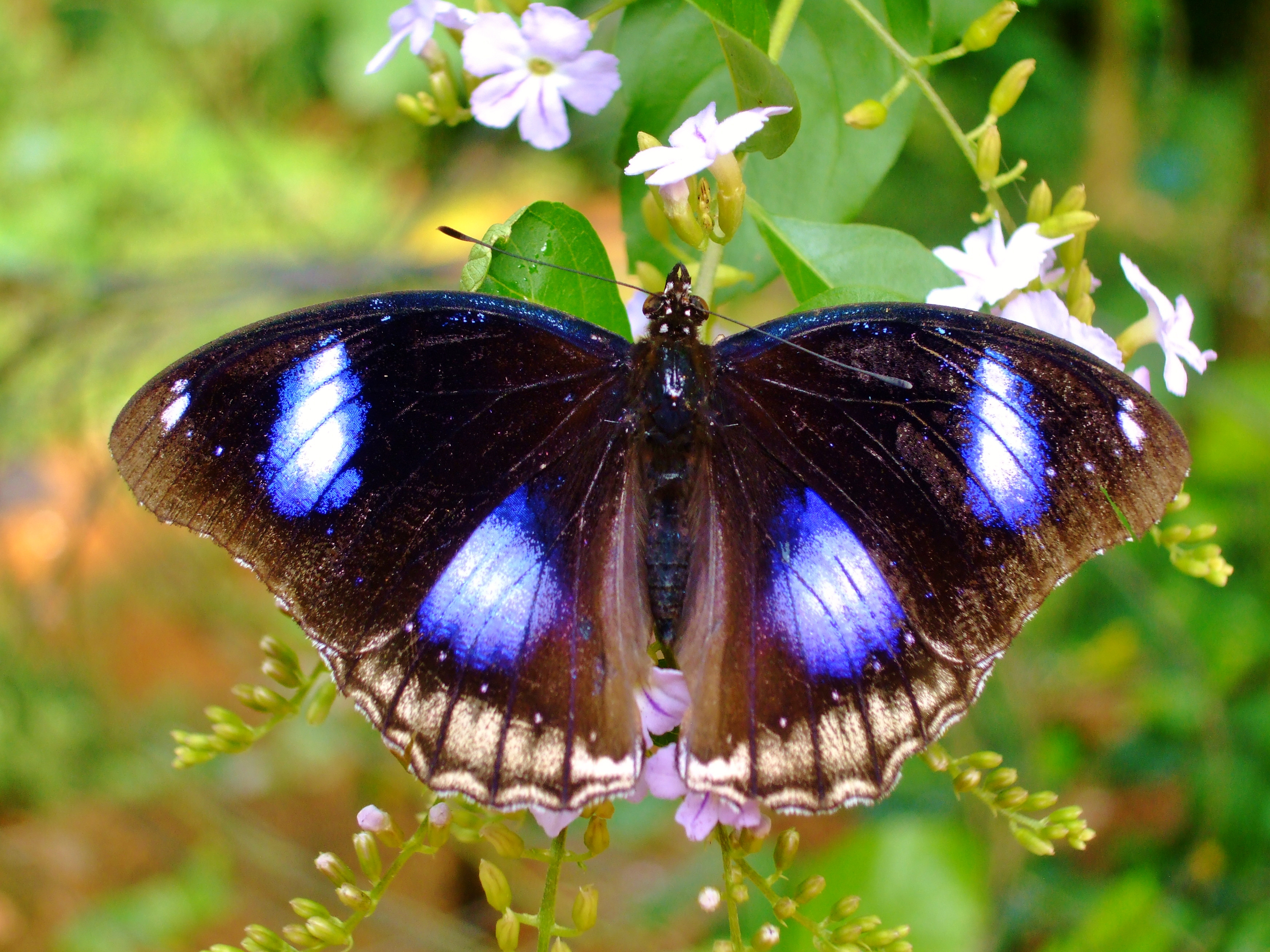
Hypolimnas bolina, Duranta
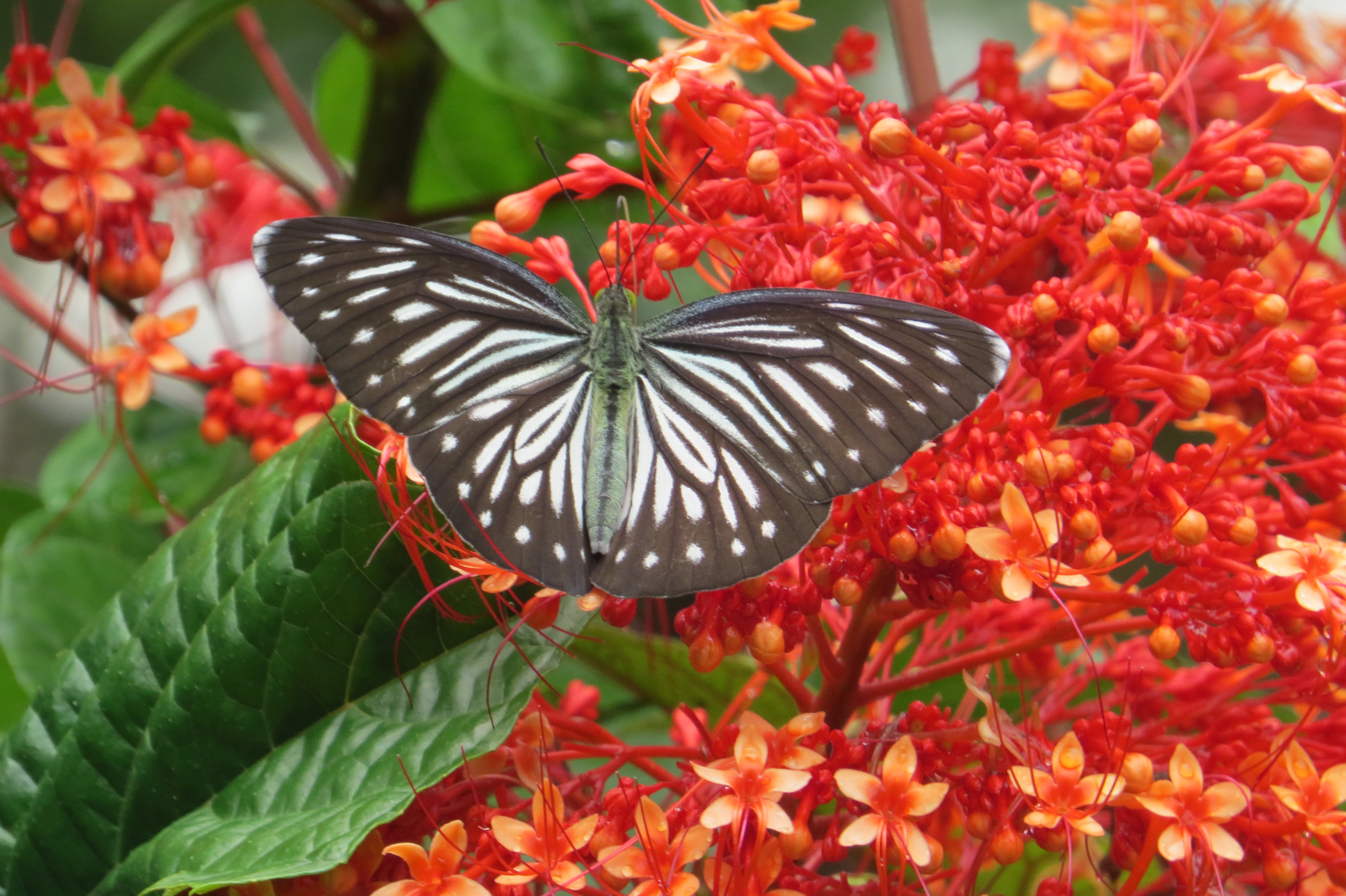
Pareronia hippia, Clerodendrum
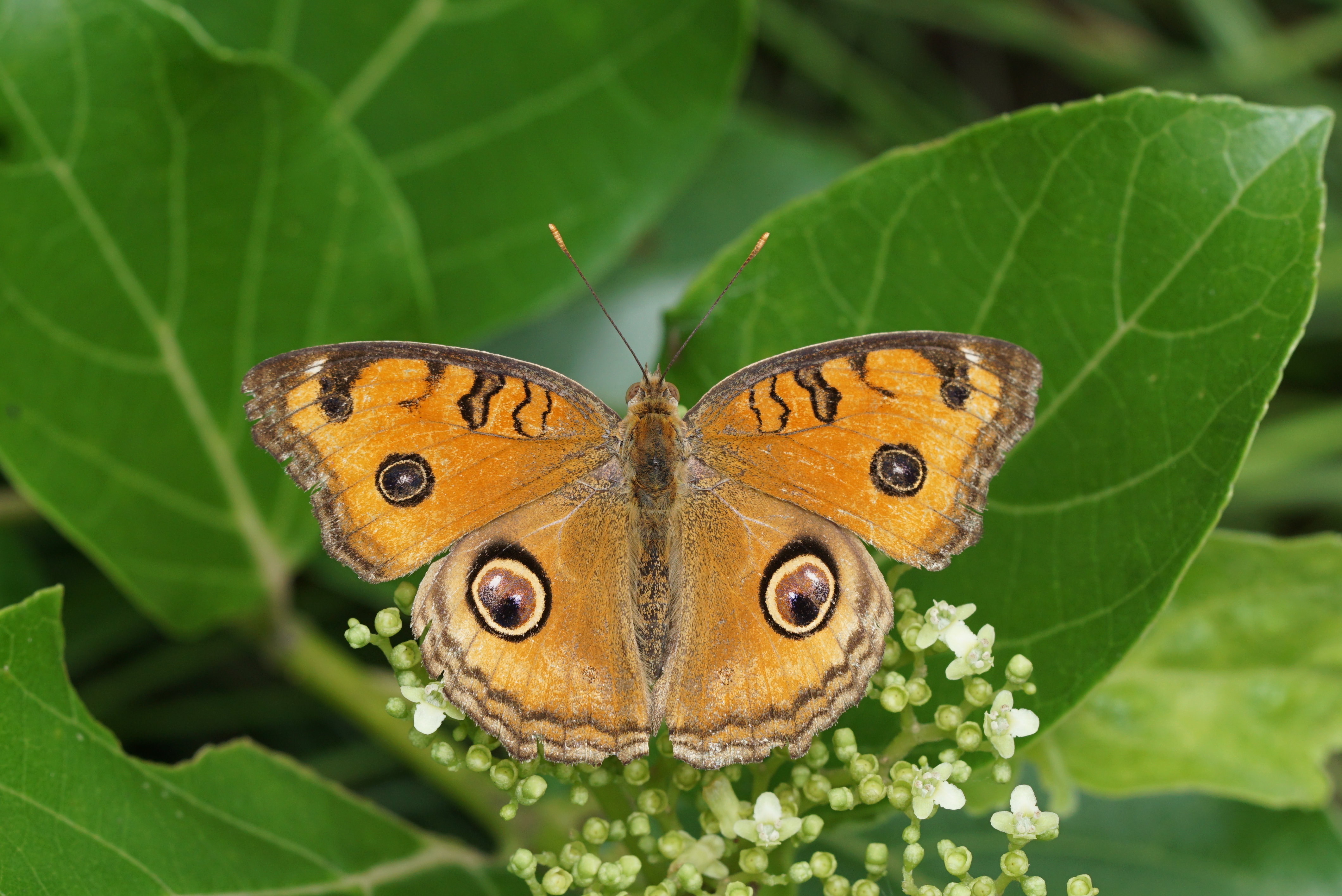
Junonia almana, Angiosperm
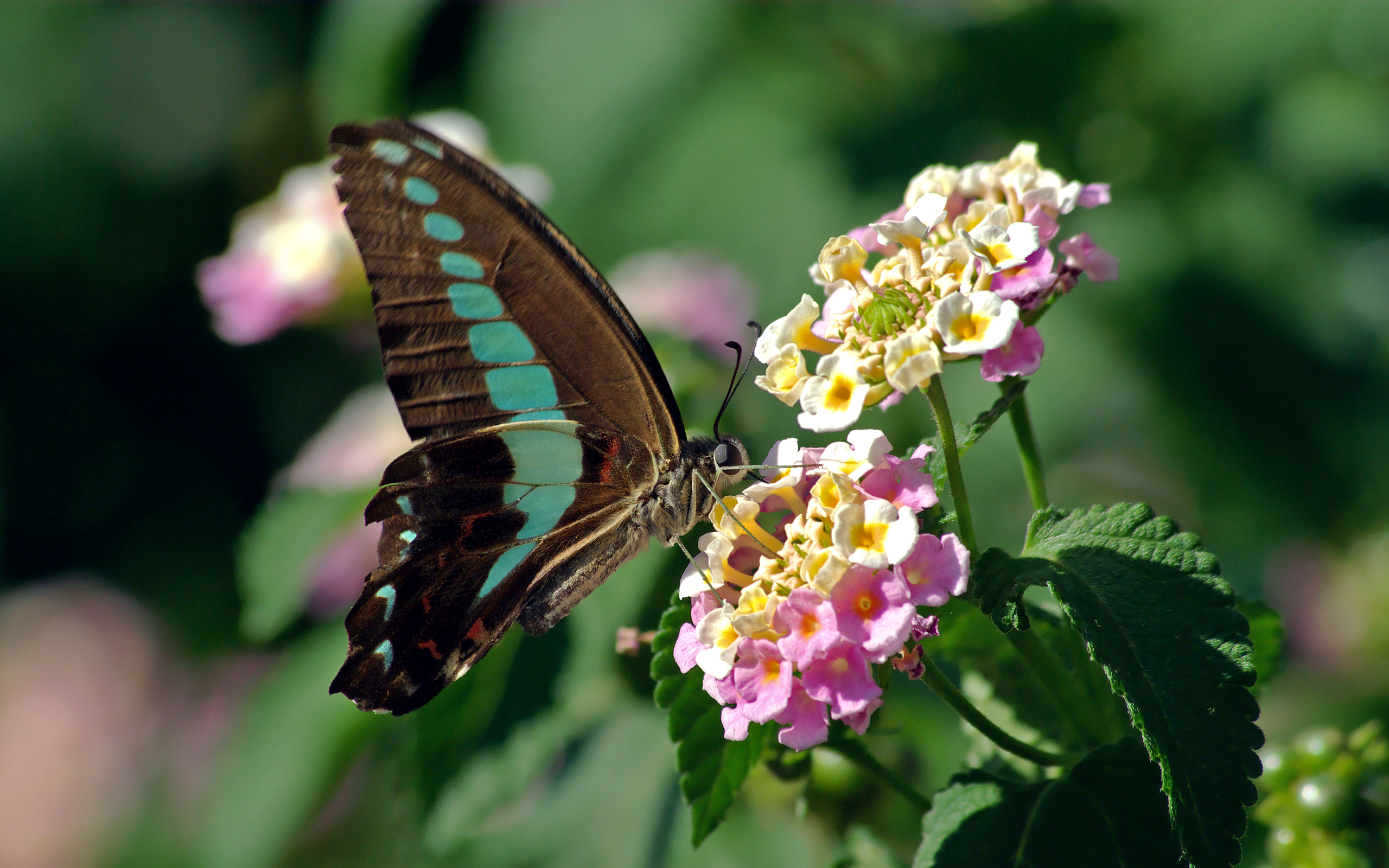
Graphium sarpedon, Lantana
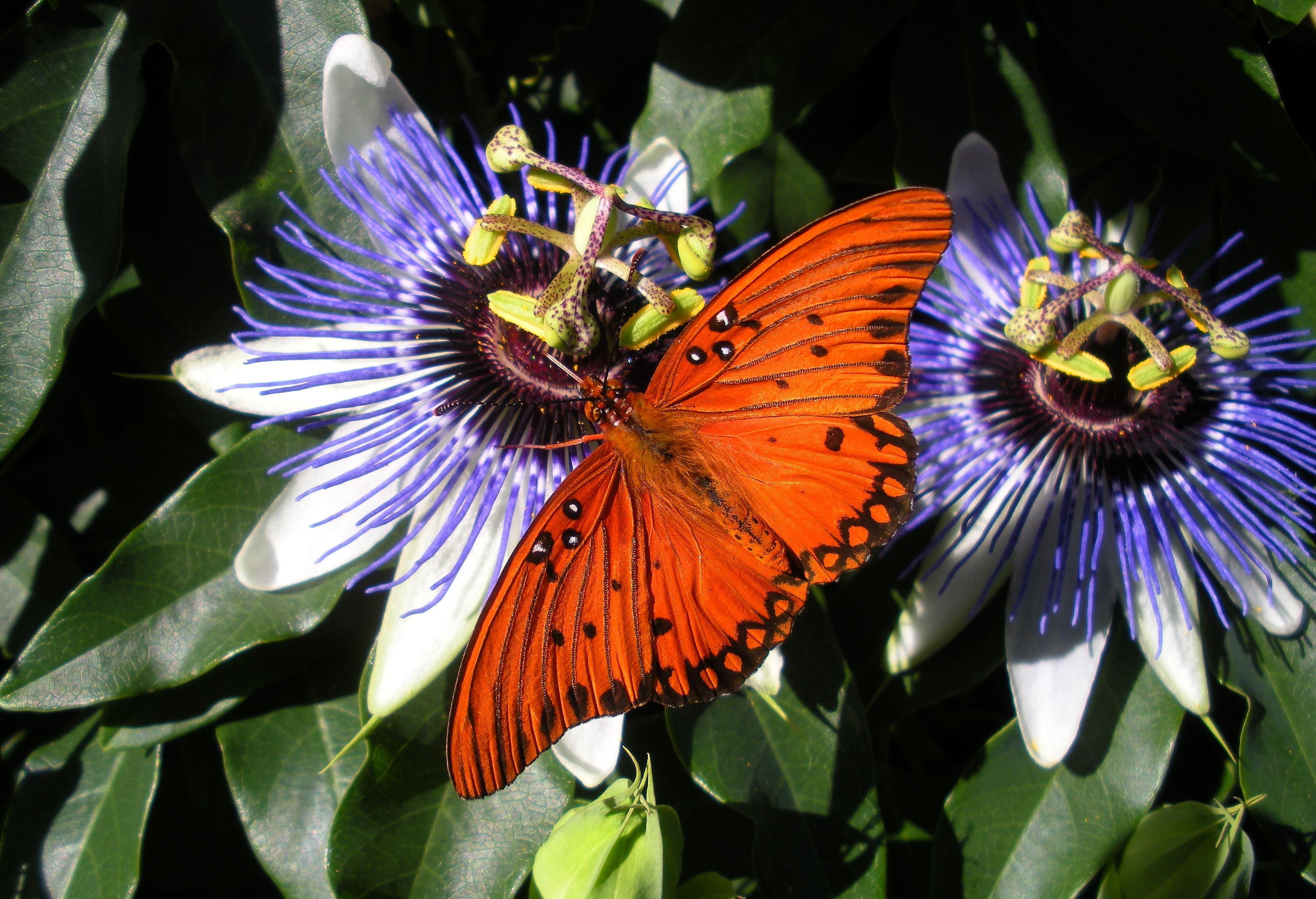
Agraulis vanillae, Passiflora